# Hoppenriethe
Die Hoppenriethe ist ein Naturschutzgebiet in der niedersächsischen Gemeinde Eschede im Landkreis Celle.
Das Naturschutzgebiet mit dem Kennzeichen NSG LÜ 150 ist 21 Hektar groß. Es ist zum größten Teil Bestandteil des FFH-Gebietes „Lutter, Lachte, Aschau (mit einigen Nebenbächen)“. Das Gebiet steht seit dem 2. März 1987 unter Naturschutz. Zuständige untere Naturschutzbehörde ist der Landkreis Celle.
Das Naturschutzgebiet liegt südwestlich von Eschede zwischen Habighorst und der B 191. Es stellt eine Restheidefläche mit Wacholderbeständen und einem Birkenbruchwald unter Schutz. Der Bruchwald ist mit einigen Fichten durchsetzt und geht mit ansteigendem Gelände in einen reinen Fichtenwald über. Auch in der Wacholderheide wachsen einzelne Fichten sowie Eichen, Kiefern und Faulbäume, die zum Schutz der Heideflächen durch Entkusselungsmaßnahmen zurückgedrängt werden müssen. Als weitere Pflegemaßnahme wird das Plaggenstechen vorgenommen.